# Asigliano Vercellese
Asigliano Vercellese (Asijan in piemontese) è un comune italiano di 1 380 abitanti della provincia di Vercelli in Piemonte. È celebre per la "Corsa dei buoi" programmata la seconda domenica di maggio (successiva all'otto maggio, festa patronale di San Vittore) a differenza di quella più vetusta di Caresana che si svolge la domenica successiva alla festa patronale di San Giorgio (23 aprile).

## Geografia fisica

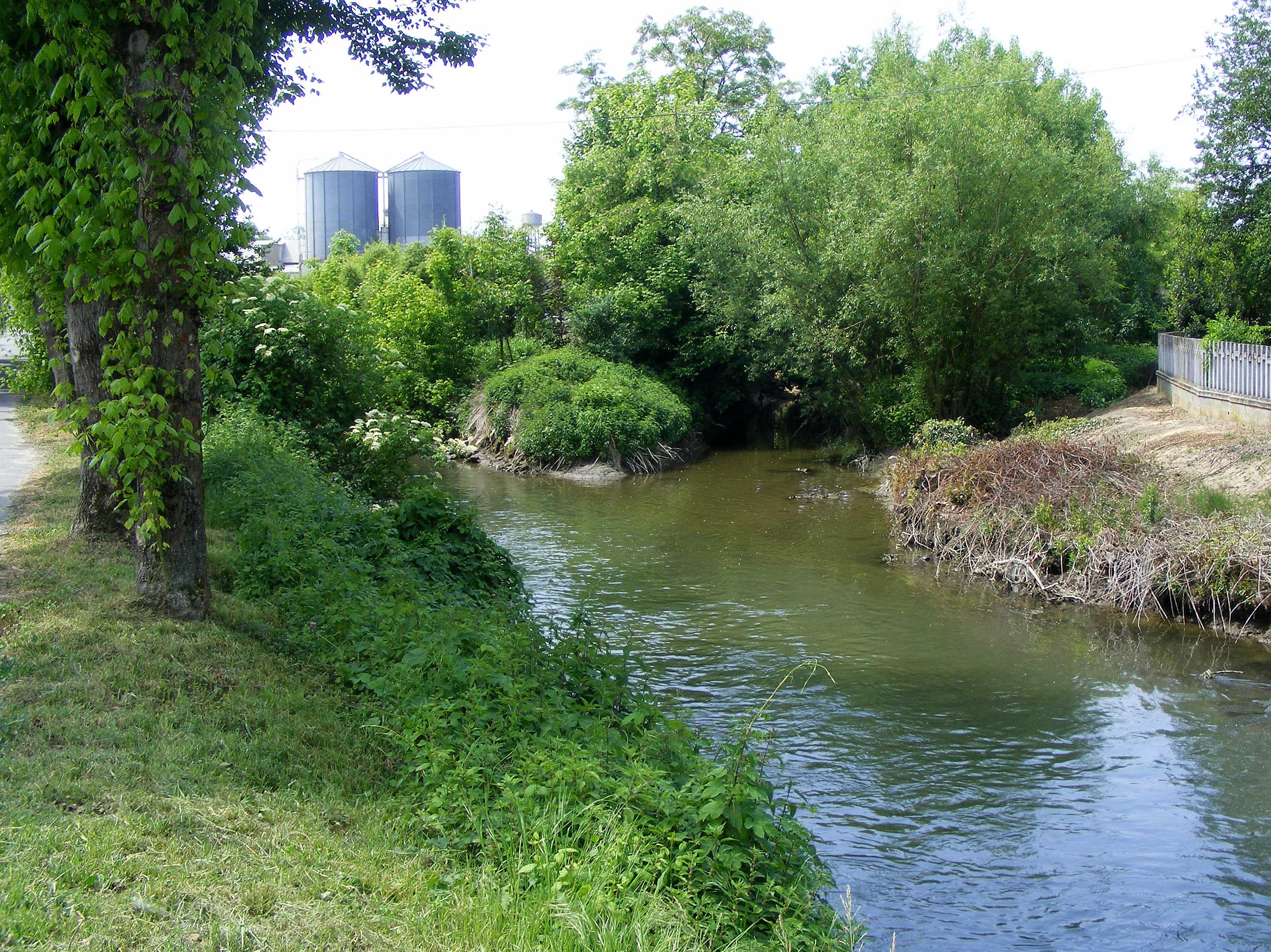
La confluenza della Roggia Molinara nella Bona

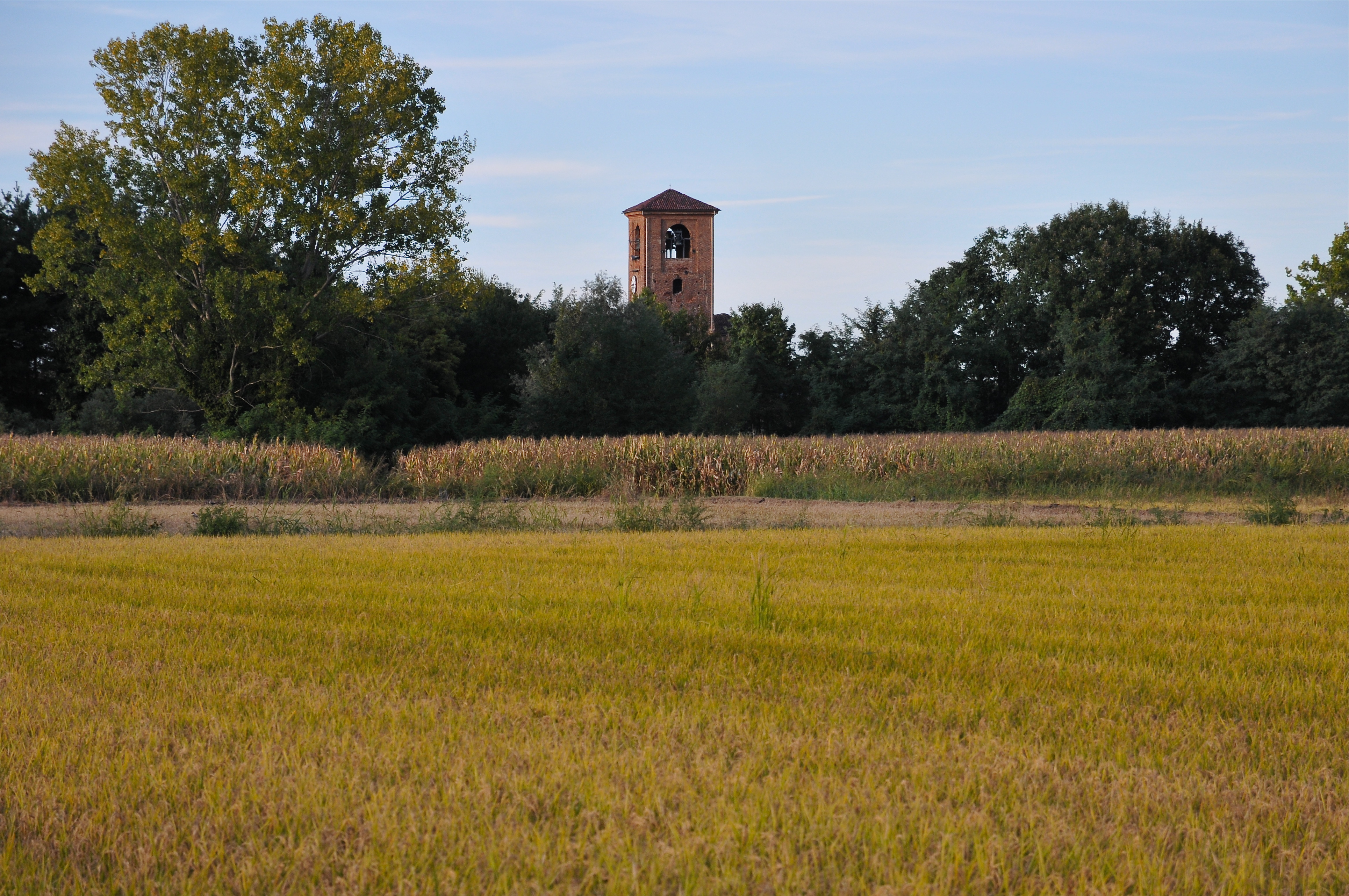
Asigliano Vercellese-Campagna

Il territorio comunale è pianeggiante e la sua quota varia di poco, tra i 131 m s.l.m. a nord e i 118 m s.l.m. a est, verso Pezzana.
Esso è attraversato in senso ovest-est dal torrente Bona che nel suo tratto più a monte fa anche da confine per alcuni km tra Asigliano e Desana.
La popolazione è concentrata attorno al centro comunale mentre nei dintorni sorgono varie cascine isolate.

## Storia
Il paese risale all'epoca romana Fundus Acilianus, dal nome romano del proprietario del fondo Acilius. Sia un diploma di Carlo il Grosso dell'881 a favore del vescovo di Vercelli, Liutvardo, che un atti del vescovo Ingone (961-977) menziona per la prima volta l'esistenza della località. Il possesso del feudo al vescovo di Vercelli fu suggellato nel 1152 dall'imperatore Federico Barbarossa e nel 1191 da Enrico VI.
Nel 1181 il vescovo Guala Bondoni investì del feudo i suoi nipoti Giordano, Pietro e Ardizzone Bondoni. Successivamente passò agli Avogadro e nel 1304 il vescovo Raniero Avogadro di Pezzana investì la famiglia Avogadro di San Giorgio. Nel 1335 il paese fu concesso ai Visconti e nel 1427 ai Savoia, anche se l'effettiva sottomissione avvenne nel 1429 venendo a far parte del capitanato di Santhià.
Nel 1436 una terribile pestilenza flagellò il paese che, secondo la tradizione, fu salvato dall'intervento di (san Vittore), invocato a gran voce dal popolo. Da quel giorno il miracolo viene ricordato con una festa nella seconda domenica di maggio, durante la quale i buoi vengono fatti esibire in una breve ma suggestiva corsa a carattere votivo.
Nel 1536 il paese fu saccheggiato dalle truppe imperiali a causa della ribellione della popolazione al Duca di Savoia Carlo III. Solo nel 1545 il duca perdonò gli asiglianesi.
Nel 1619 il duca Carlo Emanuele I di Savoia concesse il feudo a Paolo Camillo Cavalca di Parma, mentre nel 1650 passò a Giovanni Francesco appartenente al ramo delle Donne del Consortile dei signori di Buronzo.
Nel 1650 il feudo passò a Giovanni Francesco del ramo delle Donne del consortile dei signori di Buronzo. La famiglia prese allora il nome di Buronzo di Asigliano.

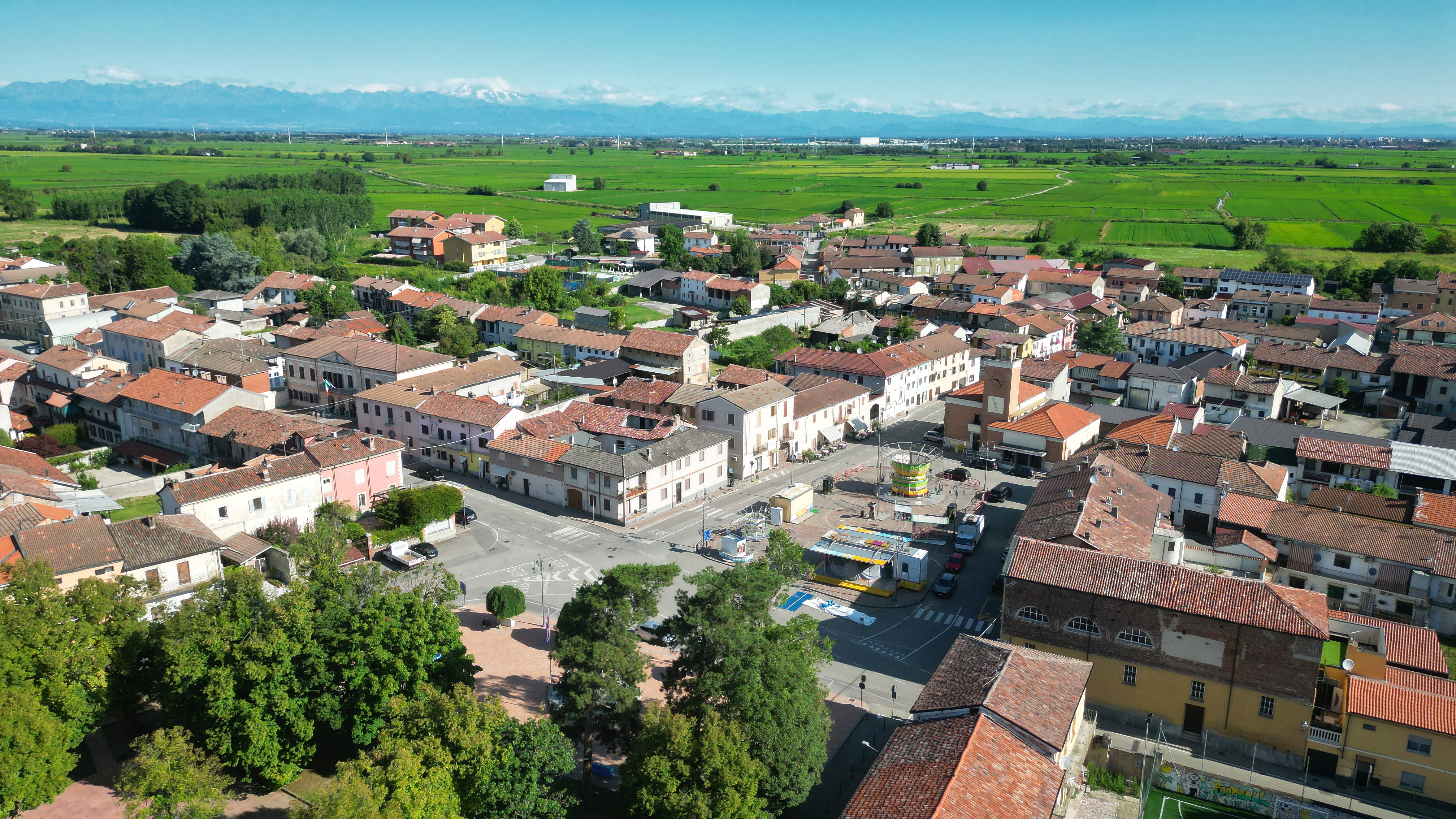
Il centro del paese visto dall'alto di un drone. All'orizzonte è ben visibile il massiccio del monte Rosa.

Il 2 gennaio 1927 con la nascita della nuova provincia di Aosta  (ora Valle d'Aosta), staccatasi dalla provincia di Torino, si istituì la nuova provincia di Vercelli con i comuni che erano conseguentemente staccati da Novara.  Asigliano il 18 marzo 1861 era sotto Novara, il 12 gennaio 1927 passò sotto Vercelli.

### Simboli
Il gonfalone è un drappo di azzurro.

## Monumenti e luoghi d'interesse
Architettura religiosa
- Parrocchia Santa Maria Assunta

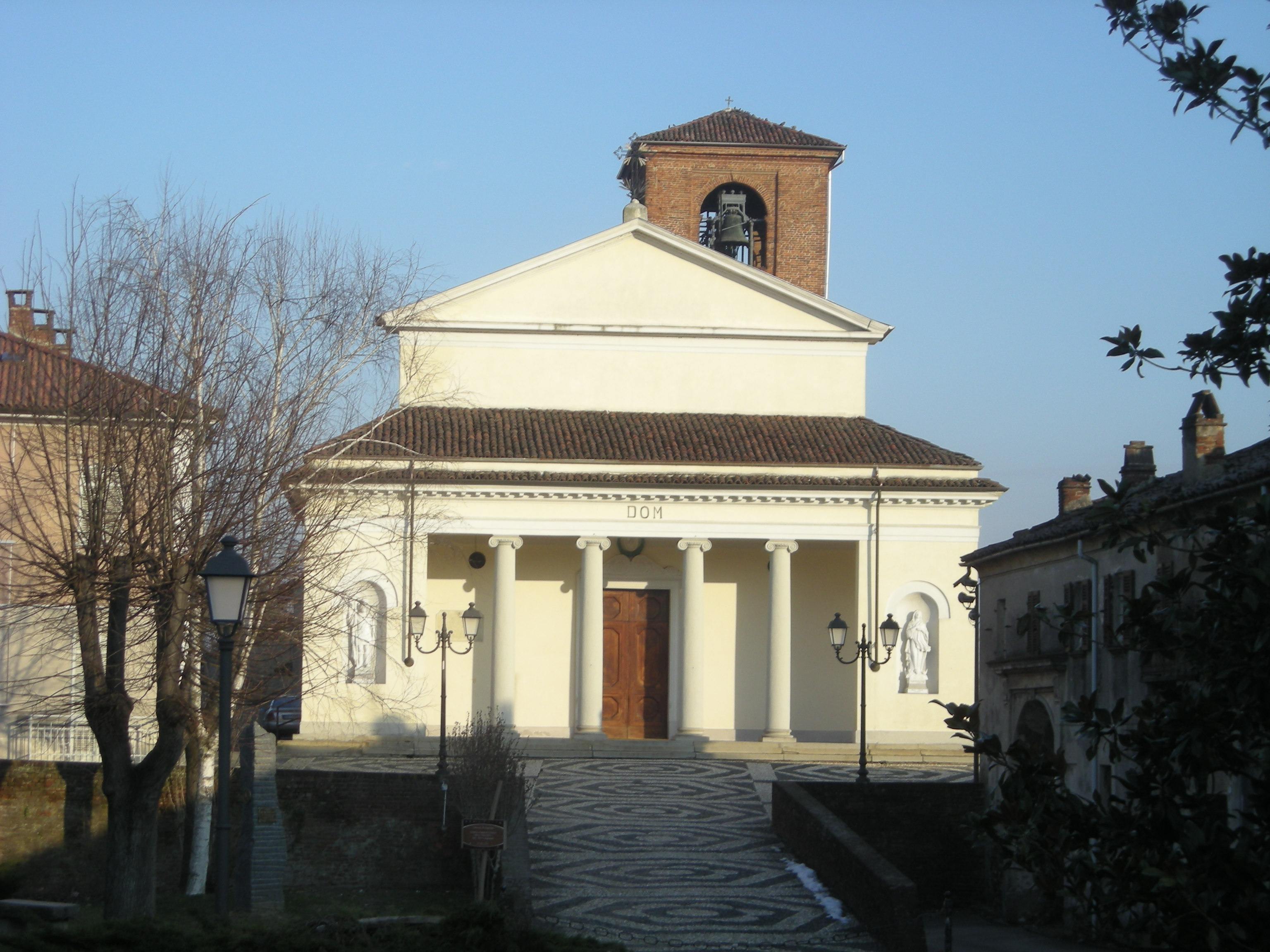
La parrocchiale dell'Assunta

È la principale chiesa, sede parrocchiale dedicata alla Beata Vergine Assunta, risalente al XIX secolo. Venne menzionata per la prima volta nel 1186 come possedimento della chiesa vercellese ai papi Urbano III e a Onorio III nel 1216. Presenta una facciata neoclassica a colonne realizzata nel 1818 dagli architetti Vincenzo Sassi e Piero Martorelli e conserva un pregevole organo del 1848, costruito dai fratelli Serassi di Bergamo, e modificato da Paolo Mentasti di Casale Monferrato nel 1891.
- Chiesa di San Vittore

Di pregio, l'edificio è dedicato a San Vittore, punto di riferimento per la locale Corsa dei buoi. È situata nei pressi del cimitero, e risale al XV secolo. 

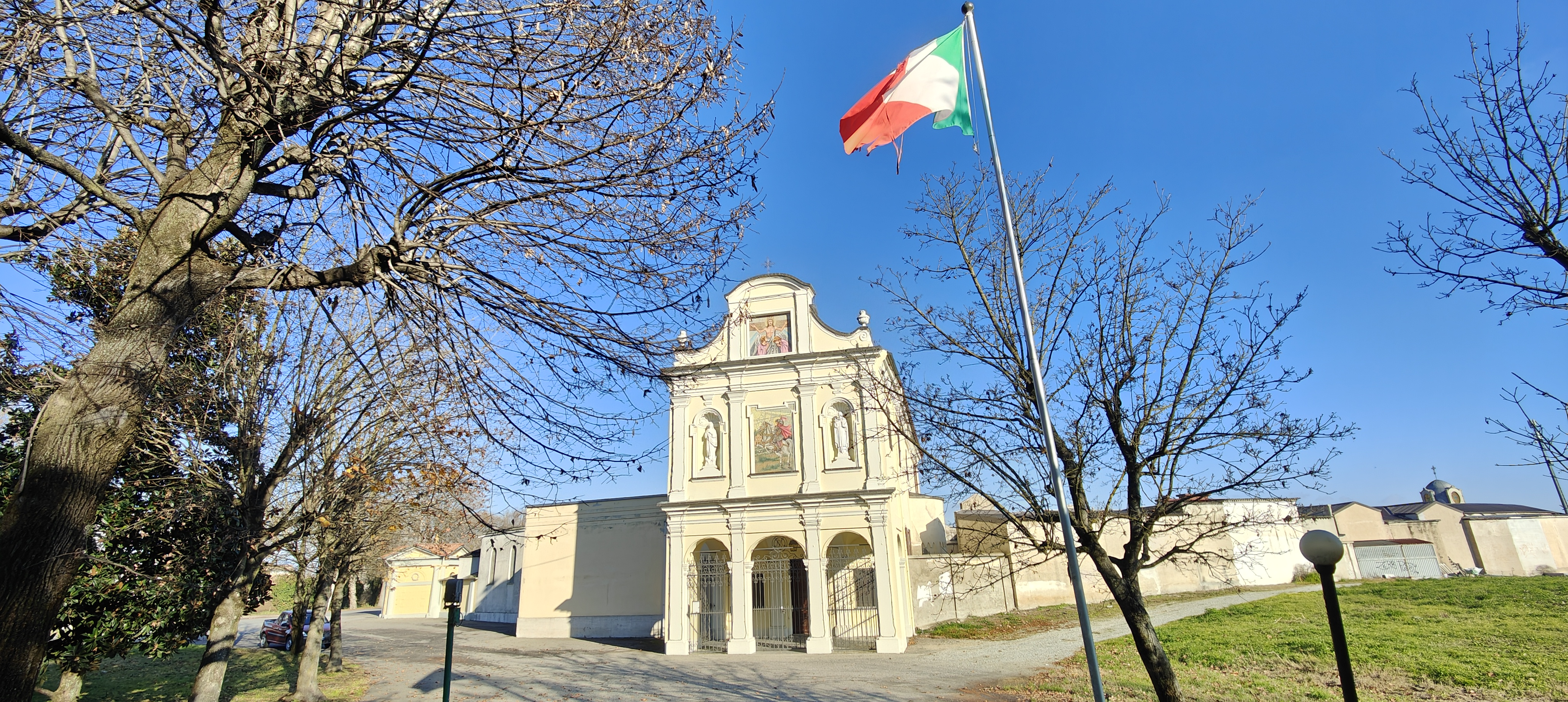
La chiesa di San Vittore (secolo XV), fotografata nei pressi delle lapidi con i nomi dei caduti asiglianesi nella Iª e nella IIª guerra d'Indipendenza e nelle due guerre mondiali

Durante la seconda guerra mondiale fu scoperto, grazie a dei lavori, un affresco che è stato denominato La Madonna del latte (XVI secolo). Dalle antiche chiese delle confraternite di Sant'Anna provengono, rispettivamente una tela di Pier Francesco Guala (XVIII secolo) rappresentante Sant'Anna con san Gioacchino, la Vergine e il Bambino (ora negli edifici parrocchiali) e un notevole polittico di scuola vercellese, risalente al 1595, che ora si trova presso l'Arcivescovado di Vercelli, e che rappresenta la Crocefissione con storie della vita di Gesù e tra l'altro Dodici confratelli e Santa Maria.
- Chiesa di San Rocco

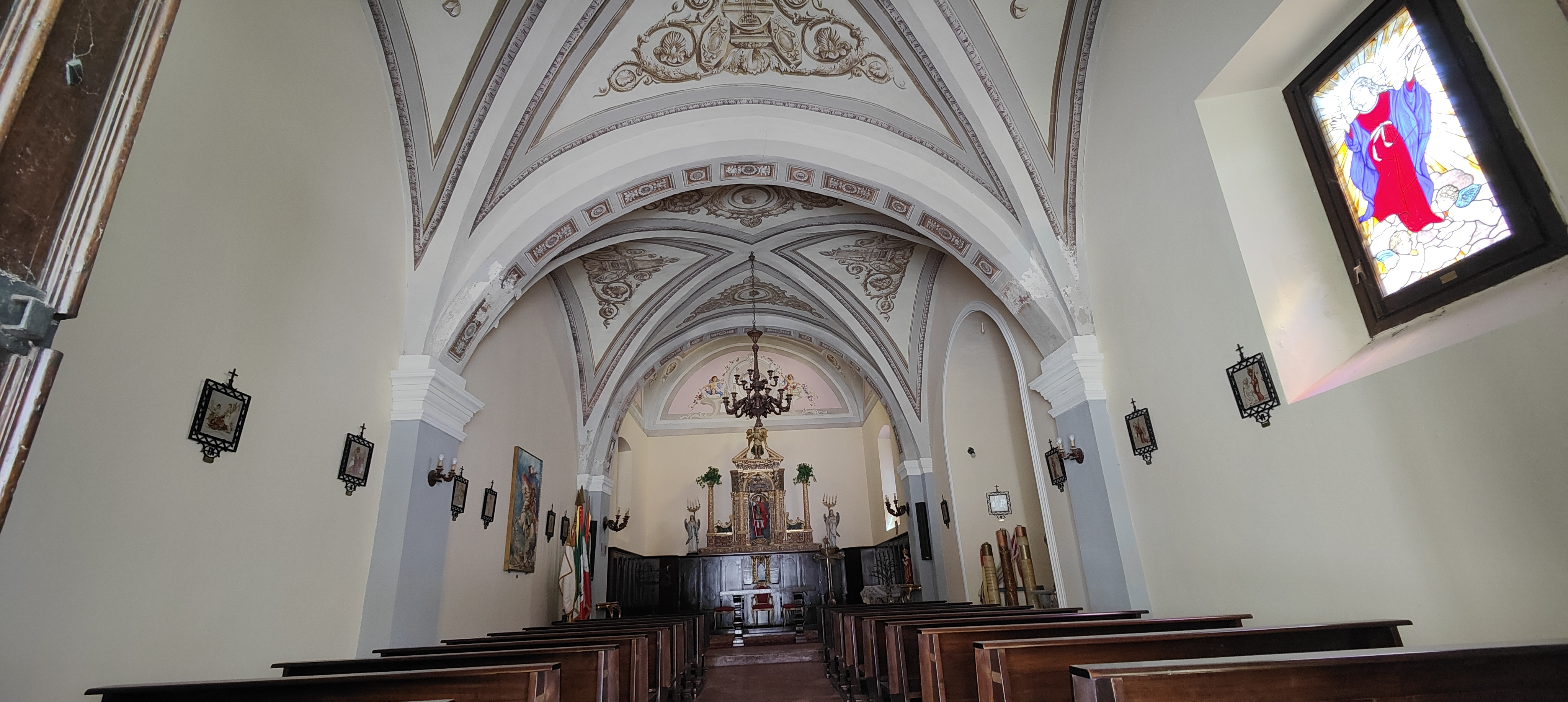
L'interno di San Vittore. La chiesa viene aperta durante le festività e gli avvenimenti quali la Corsa dei buoi

La data dell'edificazione della piccola chiesa dedicata a San Rocco è attorno al 1630, periodo nel quale le campagne e le città sono afflitte da numerose epidemie. Ben 108 anni dopo, precisamente nel 1738, esiste una relazione parrocchiale nella quale si dichiarava: "non esservi le necessarie suppellettili e arredi dovuti per la celebrazione della Messa". Altre date con relazioni scritte portano al secolo XX: infatti risalgono al 1929 alcune notizie storiche sull'intero bene e nello stesso anno un'altra relazione parrocchiale dichiarava la chiesa "in buono stato e si celebra la Messa una volta l'anno il 16 agosto".
Nel 1938 ci fu il rifacimento delle coperture e la relazione del locale prevosto Don Giovanni Picco richiedente alla Curia il permesso per riparare il tetto della cappella con le offerte fatte dai fedeli.
In epoca più moderna, nel 1976, la totale ristrutturazione a motivo che la cappella si presentava in gravi condizioni di abbandono: in quello stesso anno (con l'incarico di parroco conferito a Don Pedrola) si intervenne prontamente al recupero dell'oratorio. I lavori di rifacimento andarono a interessare le coperture, si ricostruì il piccolo campanile precedentemente distrutto da un fulmine; furono intonacate le pareti esterne, con stuccature e riprese di colore. Successivamente venne recuperato anche l'affresco murale in alto sull'ingresso della chiesa, opera (1935) del pittore asiglianese Giuseppe Porta (1878-1958) raffigurante San Rocco in atto di invito alla preghiera e protezione del luogo .
Architettonicamente la facciata si presenta semplice anticipata dalla doppia serie di semi colonne a sostegno dell'ampio arco soprastante il portale d'accesso; a fianco di quest'ultimo si trovano due finestrelle quadrangolari e al di sopra il già 
citato dipinto realizzato dal pittore Porta.  Sul lato sinistro della chiesa si trova il campanile che è di piccole dimensioni. L'interno è caratterizzato dalla semplicità: una doppia file di banchi in legno su una  pavimentazione realizzata in piastrelle grigie di recente realizzazione.
- Oratorio di San Giovanni Battista

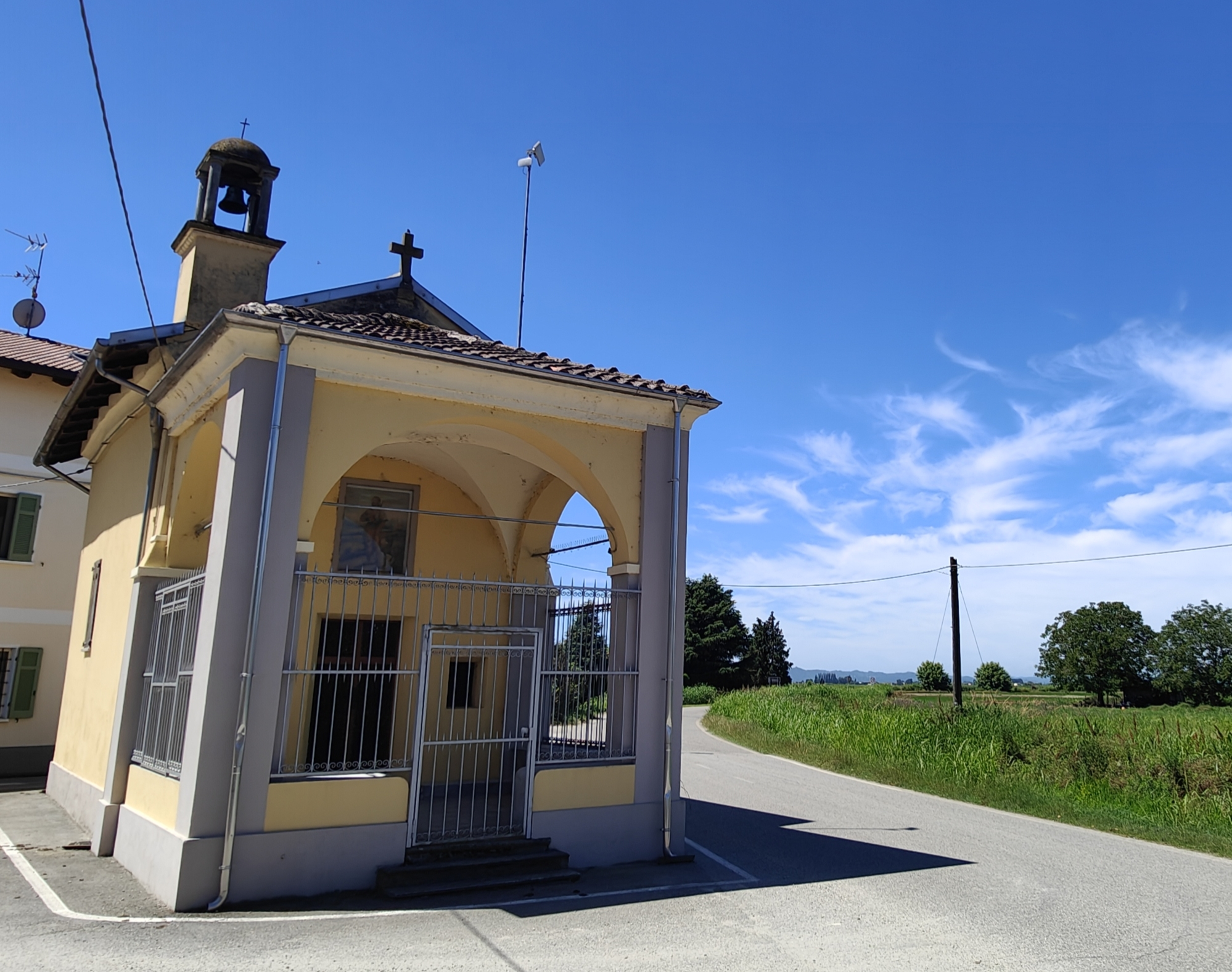
La chiesa di San Rocco, ristrutturata, risalente all' anno 1630 in via Costanzana

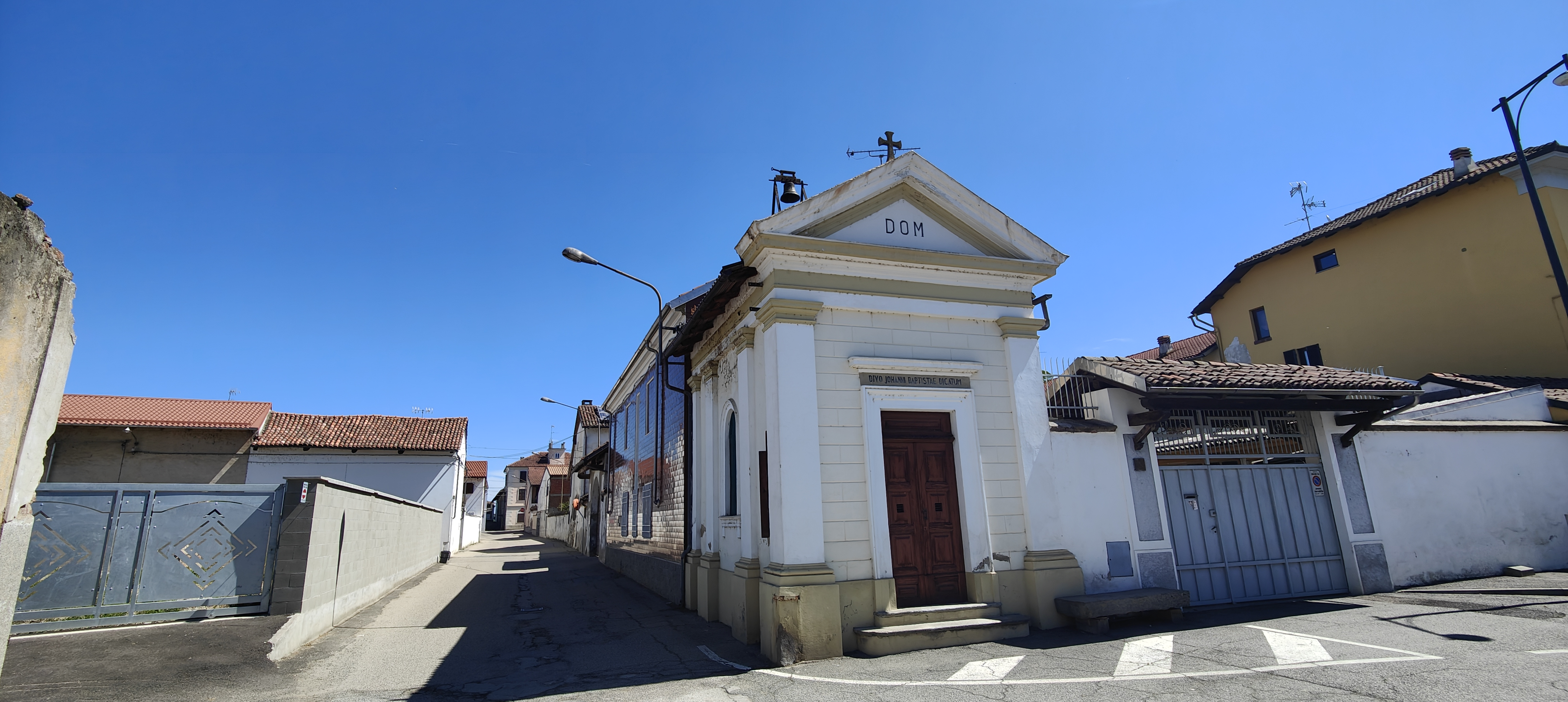
L'oratorio-chiesetta dedicato a San Giovanni Battista in via Piave angolo via Ferraris

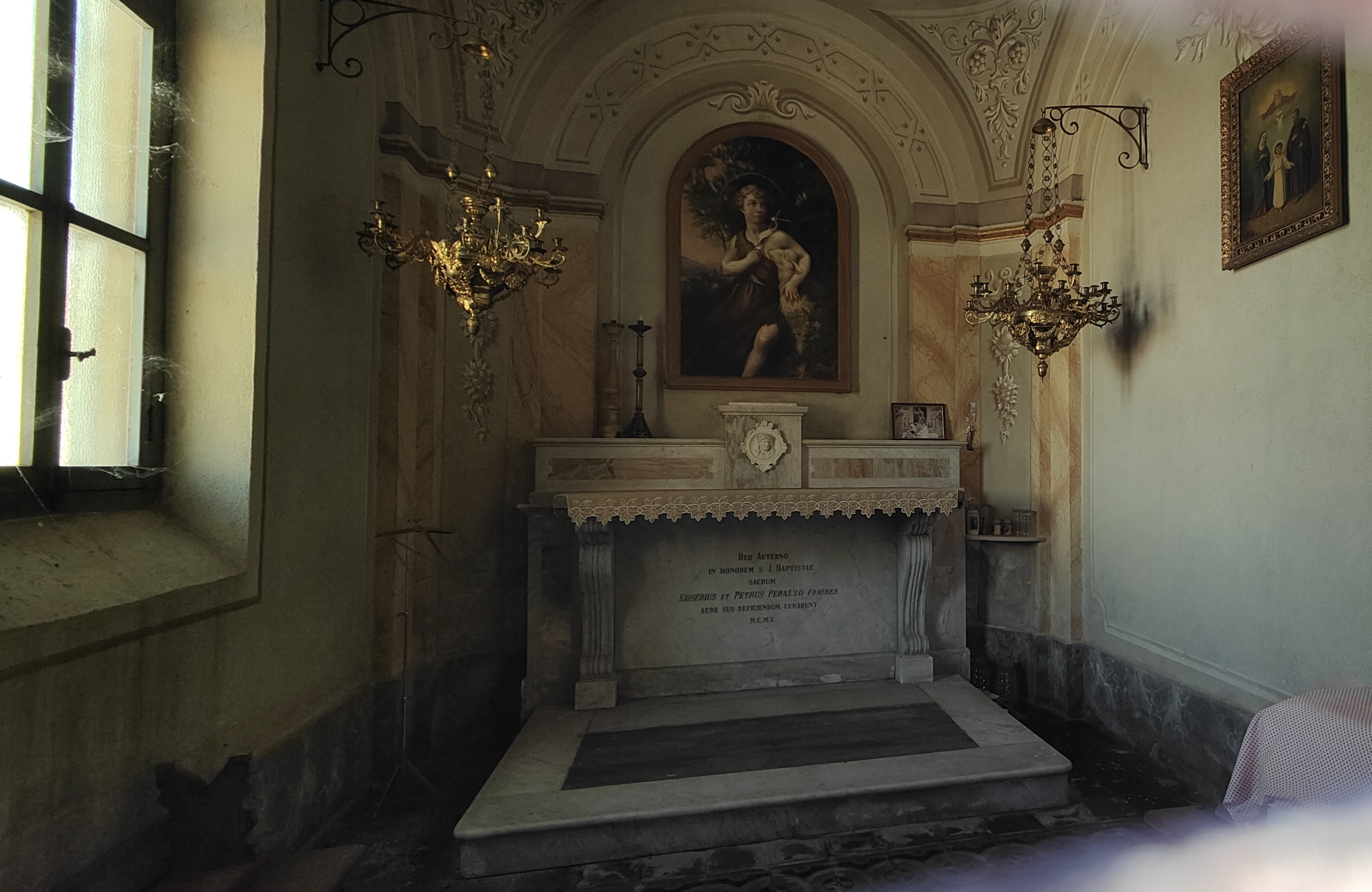
L'interno della chiesetta San Giovanni Battista

- Ex oratorio intitolato a Santa Marta, patrona degli ospizi per pellegrini e bisognosi.

Architettura civile

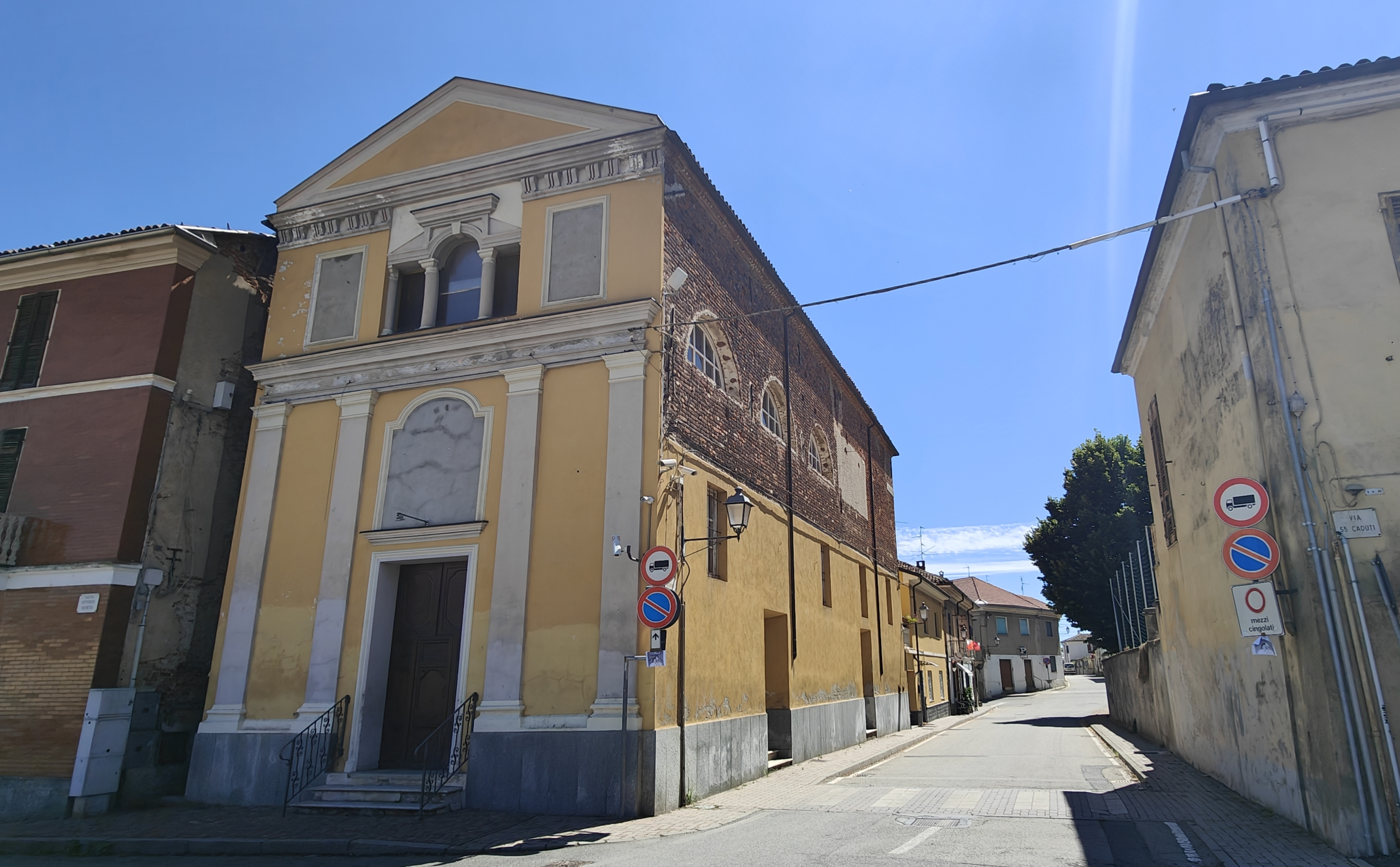
L'oratorio sconsacrato di Santa Marta usato come salone parrocchiale nella centrale piazza Vittorio Veneto

- Castello (resti) di Asigliano Vercellese

Dell'antico castello menzionato in un atto del vescovo Ingone tra il 961 e il 977 rimane poco o nulla. Si tratta del muraglione sottostante tutta l'area che porta alle fondamenta della chiesa dell'Assunta: nel suo complesso rimane come unica testimonianza di quello che era una antica fortificazione risalente probabilmente al periodo Ungaro. Dominavano in seguito le famiglie Avogadro, Cavalca, Buronzo. Risalente come origine al X secolo, citato nel 1263, Asigliano era considerato importante proprio per la presenza di questo castello che non fu tollerato dai Marchesi del Monferrato che lo espugnarono nel 1217, poi dai Ghibellini nel 1243. Amedeo VIII fortificò il castello, ma è  probabile che verso il XVI secolo sia avvenuta la distruzione. Purtroppo l'ulteriore demolizione avvenne probabilmente nel 1818 con la costruzione della facciata della chiesa parrocchiale.
- Palazzo nobiliare Buronzo

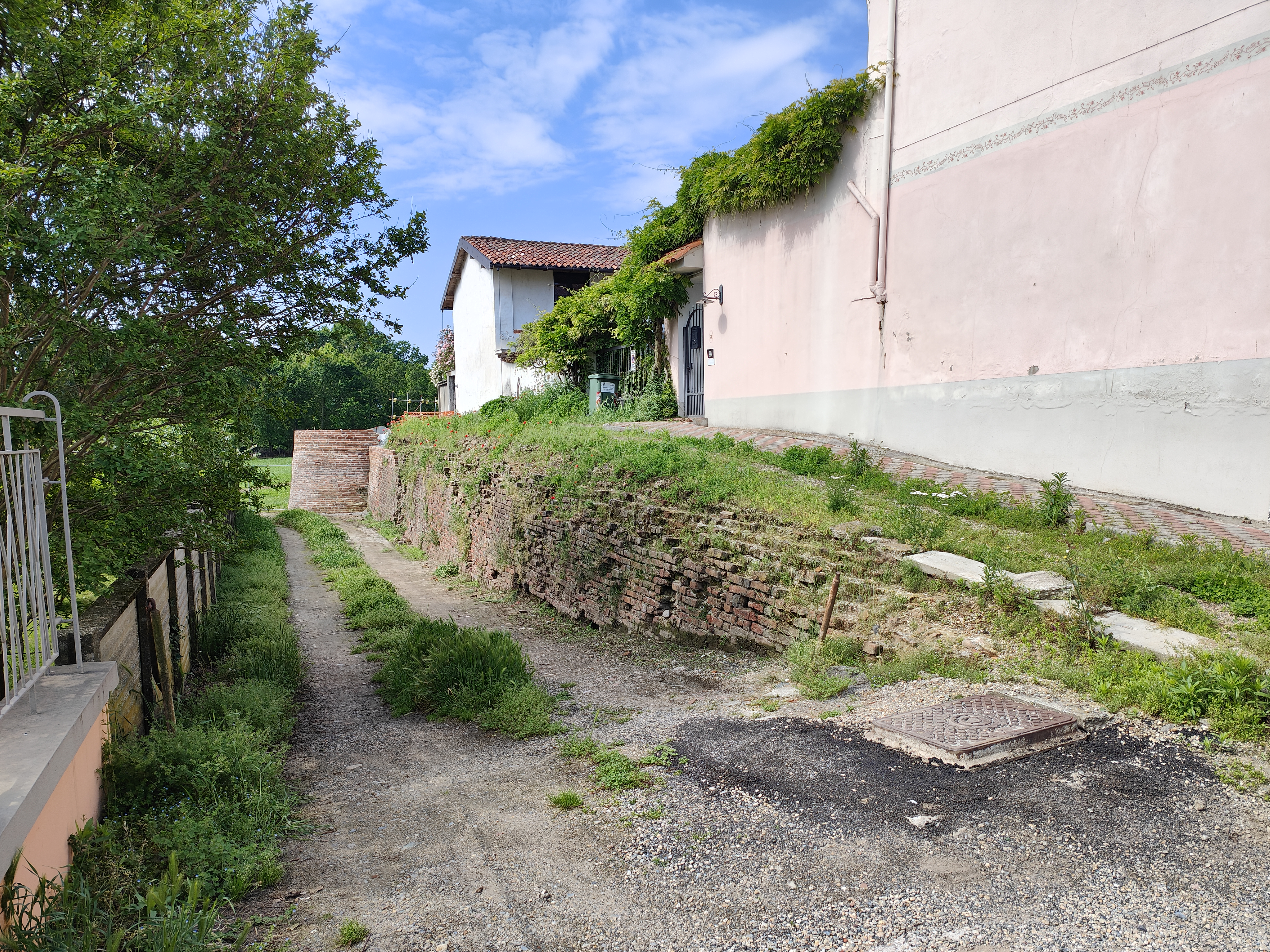
Visibile in una strada laterale nei pressi della farmacia quello che rimane del muraglione che testimonia i resti del castello risalente al sec. X

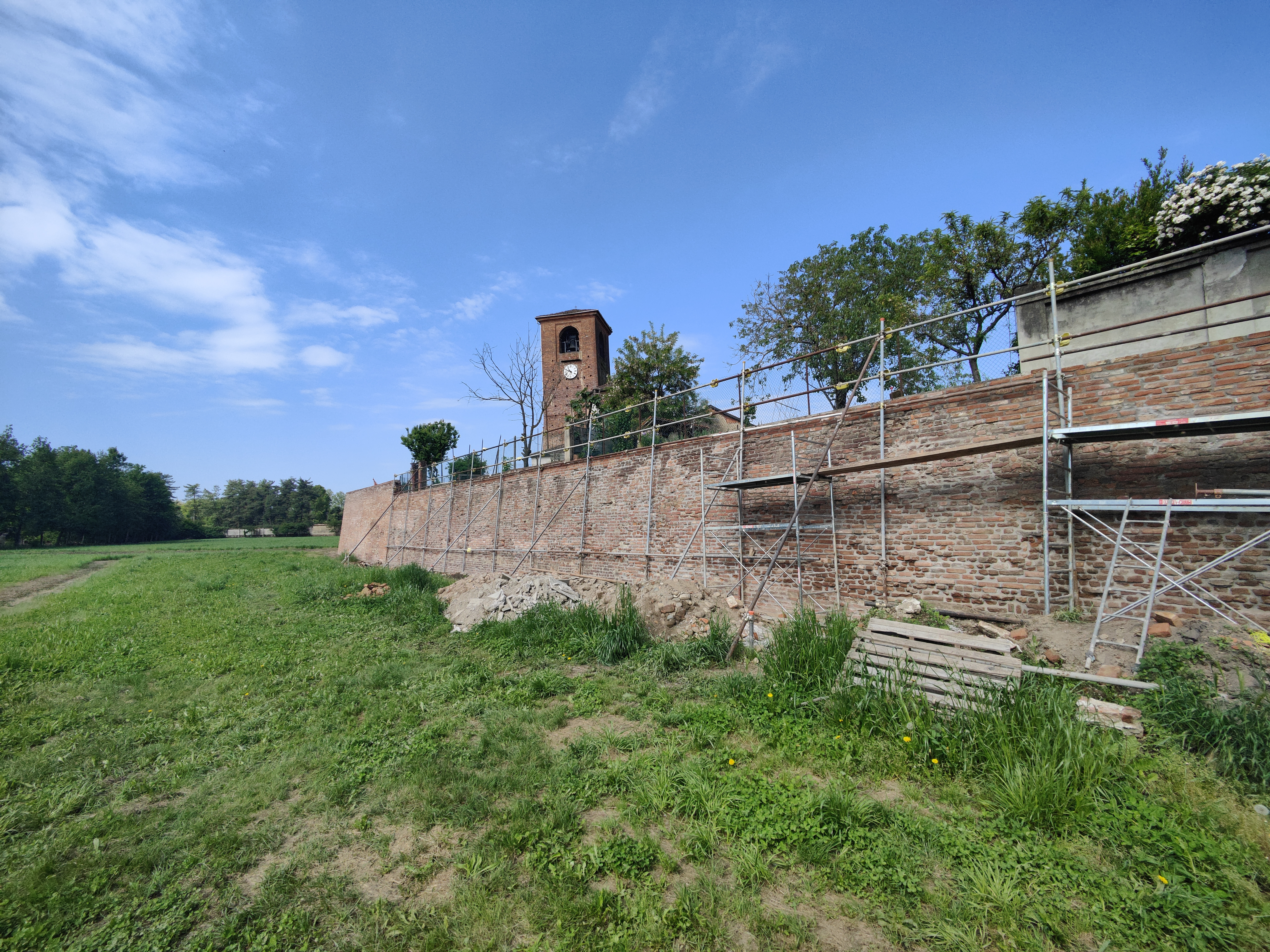
Resti delle mura dell'antico castello in parziale ricostruzione. Il campanile della chiesa non è altro che una delle quattro torri dell'antico castello. Il basamento fu conservato e ricostruito adattandolo ad ospitare le campane

Dei signori di Buronzo resta il seicentesco palazzo ora adibito a scuole, che venne in parte modificato, soprattutto nella facciata, verso il 1820 dall'architetto Bonincontro Ranza, figlio del famoso giacobino vercellese Giovanni Antonio Ranza.

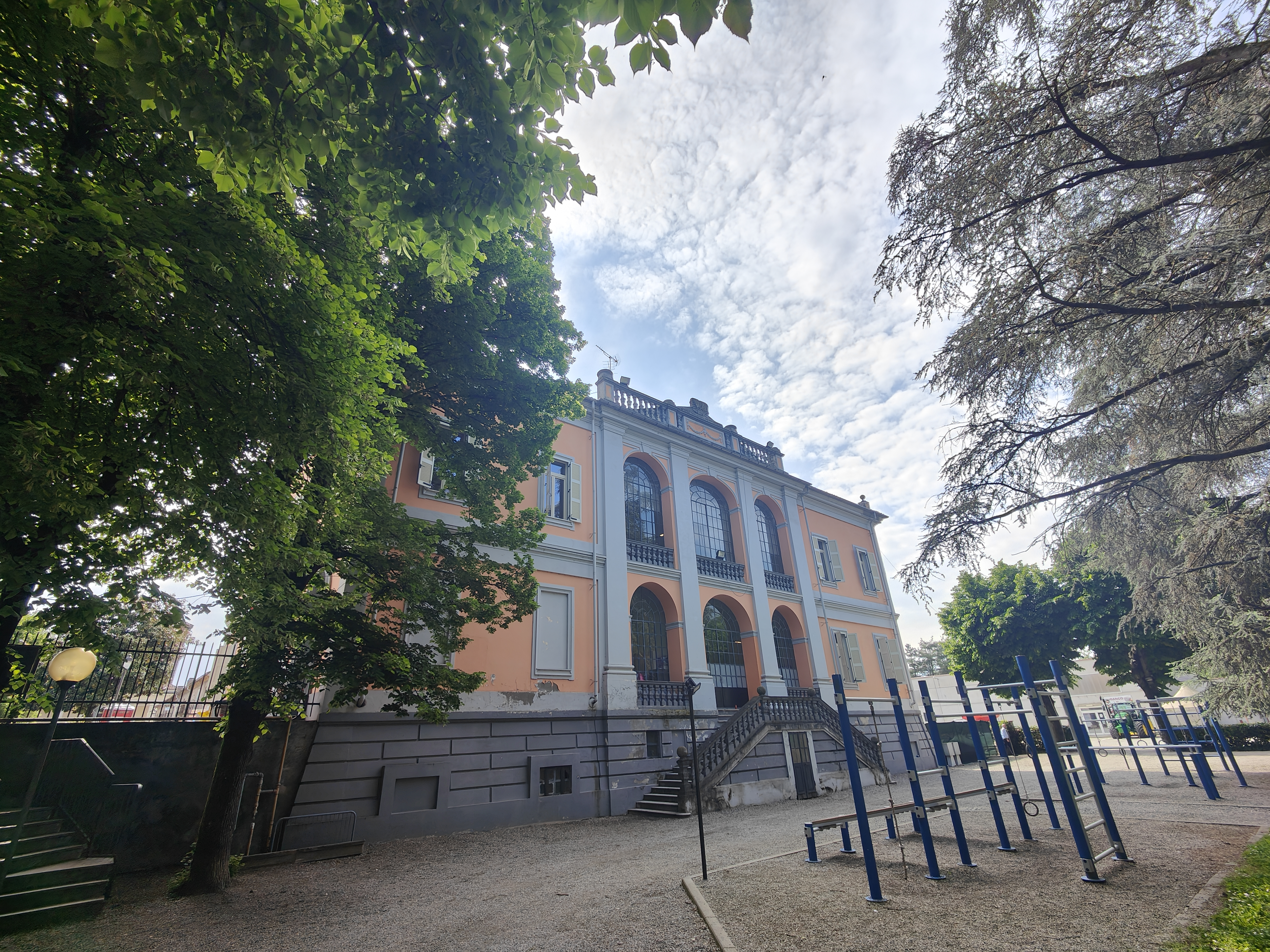
Palazzo seicentesco che fu dei signori di Buronzo, adibita oggigiorno a scuola materna

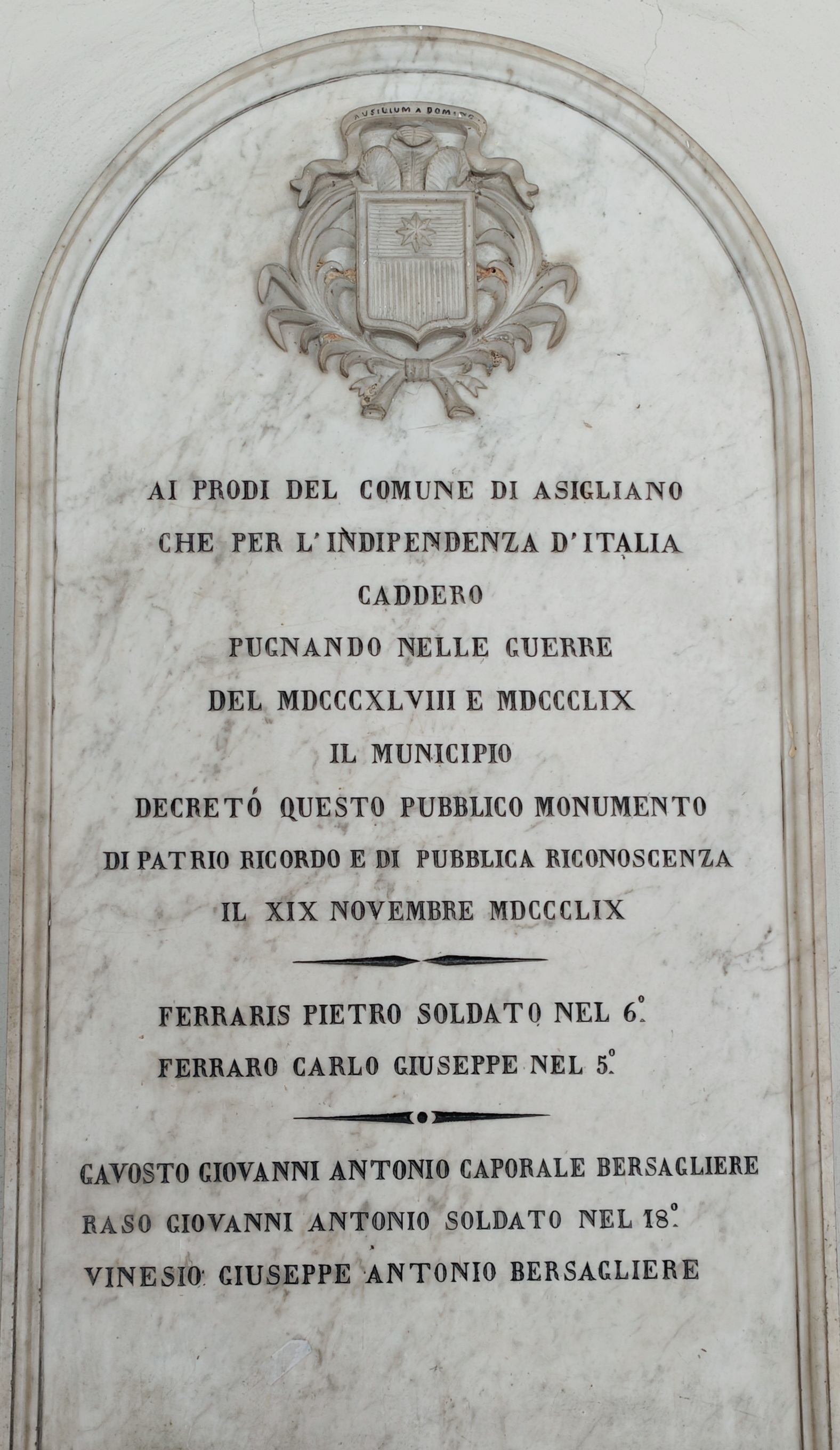
Lapide ai concittadini caduti Ferraris Pietro e Ferraro Carlo Giuseppe periti rispettivamente nelle guerre d'indipendenza del 1848 e del 1859

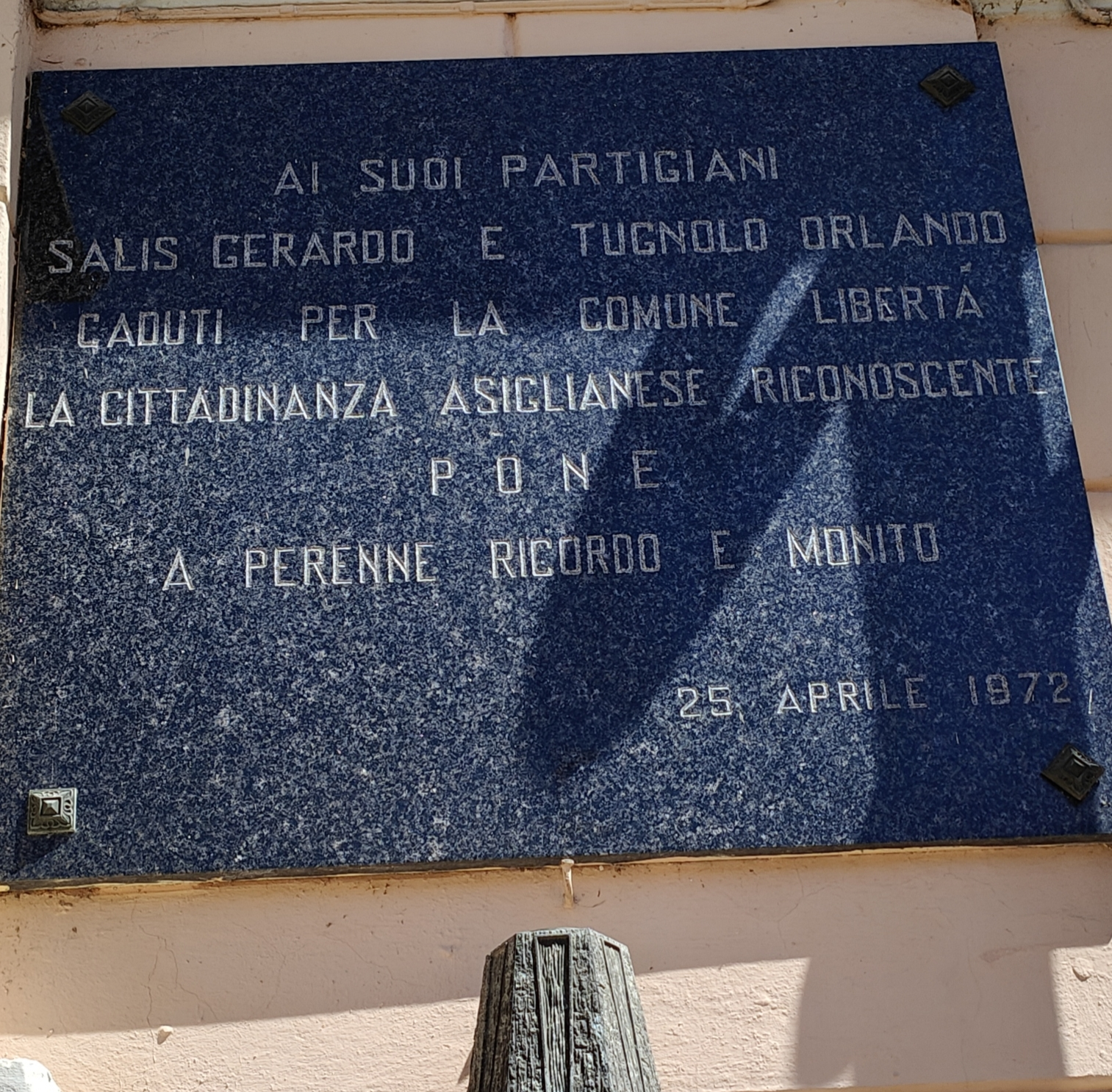
Lapide commemorativa del 1972 fronte del Comune a ricordo dei concittadini Tugnolo e Salis periti nell'Eccidio di Salussola

- Municipio

## Società

### Evoluzione demografica
Abitanti censiti

## Cultura

### Tradizioni e folclore

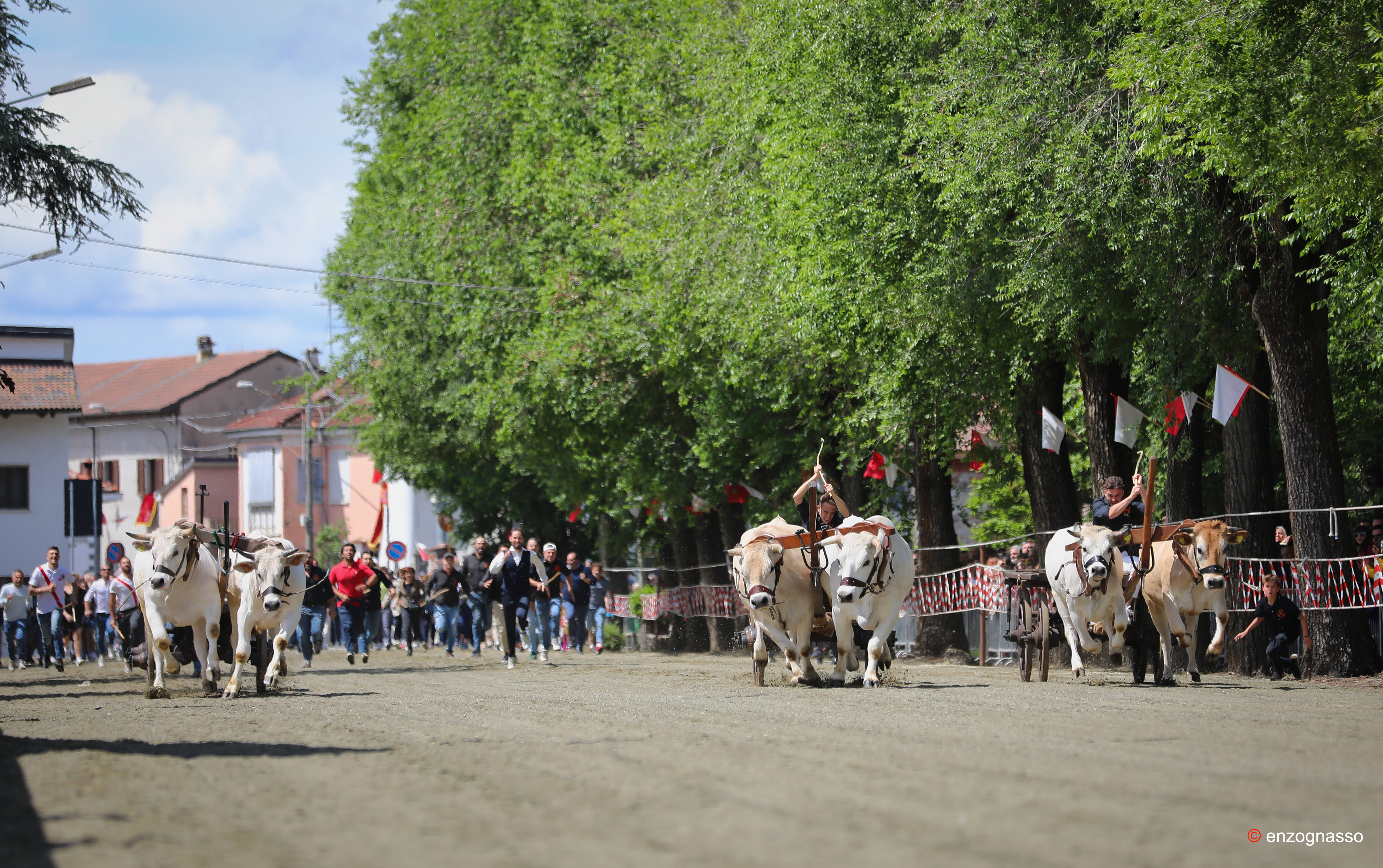
La secolare corsa dei buoi

La popolazione di questo paese è devota a san Vittore, celebrato ogni anno alla seconda domenica di maggio con la tradizionale corsa dei buoi fatta a motivo dello scioglimento di un voto per aver liberato il paese dalla peste del 1436. Anche se documentata in epoca successiva (precisamente in un atto datato 1658), è simile a quella che si tiene l'ultima domenica di aprile, da epoca anteriore, a Caresana. Entrambe le manifestazione sono molto popolari e attirano molta folla.

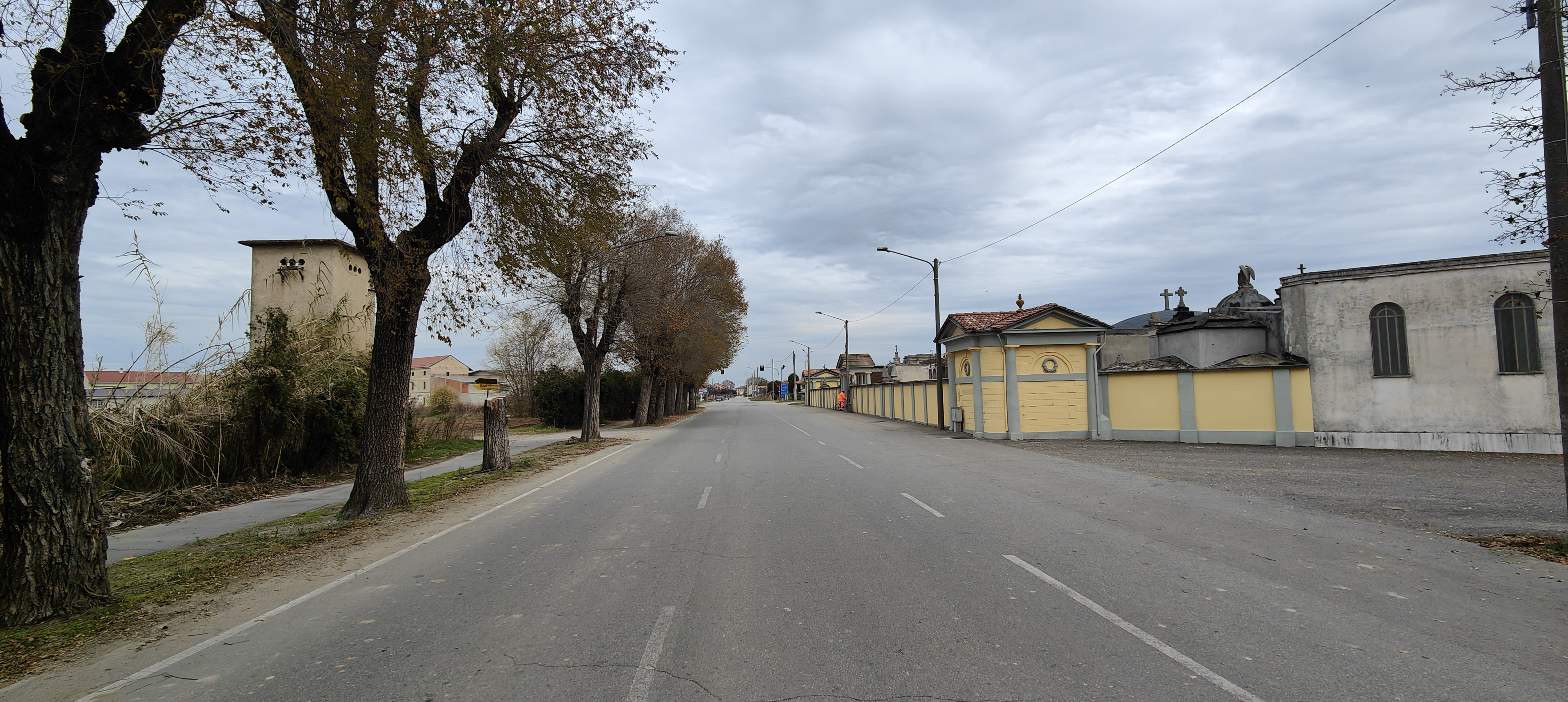
Viale Garibaldi, percorso della "Corsa dei buoi" a fianco del cimitero. In fondo, a 850 mt. è ubicata la stazione FS dismessa dal 2013

Si è trovato solo un accenno alla manifestazione nel testo Il Stato Spirituale della città et Diocesi di Vercelli datato 1658 di C.A. Bellini in cui descrive l’usanza presente nel paese che avveniva dopo la Missa Solemnis in Parrocchiale per la Festa di San Vittore. Vi si legge: “si fanno correre quanto mai si possa dire quattro cara tirati da buoi carichi di pane qual pane terminata la corsa si benedice e lo distribuiscono”.
Dal documento compare come un elemento fondamentale il pane benedetto. Ancora ai nostri giorni, dopo la corsa, (questo anche a Caresana) viene distribuito il pane alla popolazione, pane che richiama il rito dell’Eucaristia e che, dai tempi immemori, costituiva l'elemento base (se non l'unico) dell’alimentazione rurale. La condivisione del pane assume il significato simbolico: quel pane assumeva per i nostri antenati un potere “taumaturgico” per liberarsi dalle malattie. Forse la corsa nacque come sorta di “gara” per arrivare primi all’oratorio dedicato al Santo al di fuori dell’abitato con dei carri agricoli carichi di pane, per farlo benedire e distribuirlo al popolo. Oggi viene utilizzato un grosso carro definito Carro trionfale, ma alla fine il senso è quello dei primordi. Gli asiglianesi, al di là dei tempi e delle generazioni sentono l'importanza di onorare il Voto espresso.
I festeggiamenti di rito partono il sabato con l’incanto dei Carri a suon di emine piemontesi, antica misura agricola. Durante quest’asta si mettono in palio i carri che potranno partecipare alla corsa, oltre a quello del Pane. La meccanizzazione agricola anche dotata di apparecchi sofisticati con controllo satellitare per il lavoro sui campi fa si che trovare quattro coppie di buoi che corrano diventa non facile. Nonostante questo, pur con grandi sacrifici, giovani team curano nelle stalle tutto l’anno questi straordinari animali per il giorno della Festa. Buoi che altrimenti non si vedrebbero più nelle campagne. Giunta la domenica della festa si aprono i festeggiamenti con la banda musicale e l’arrivo del carro del Pane o Trionfale. Mentre gran parte della popolazione si assesta fuori dalla chiesa di Santa Maria Assunta (la parrocchiale), all’interno della chiesa si svolge la Messa Solenne durante la quale viene cantato l’antico Inno “Deus Tuorum Militum” nella versione composta nel 1856 appositamente per il paese da Felice Frasi, maestro di Cappella del Duomo di Vercelli.
Dopo la celebrazione eucaristica inizia la processione che viene aperta dalla croce, a cui segue lo stendardo di San Vittore (portato dalle giovani della leva), i paggetti, il cero votivo portato in spalla con accanto i quattro Priori, che sono i custodi della Tradizione. A seguire la banda, il clero locale ed il grosso trono di legno portato in spalle dai giovani della Leva. Questa custodisce l’urna con le reliquie del Santo tebano. Seguono le Autorità civili e la popolazione. A fine corteo il carro del Pane e per ultimi i quattro carri della corsa trainati rispettivamente da due buoi.  Il tutto accompagnato dalle note dalla banda che ancora suona il “Deus Tuorum Militum” creando un’atmosfera molto suggestiva.
Mentre le reliquie entrano nella chiesetta e risuonano le ultime note musicali, si allineano faticosamente lungo la “Lea ‘d la Stasion” i quattro carri al punto di partenza in attesa del via dato al segnale di una bandiera da parte del Sindaco. Si abbassa la bandiera e inizia la corsa che dura all'incirca venti secondi, tempo per i quali tutto l’anno fervono i preparativi. Tra la folla esultante i carri di legno bruciano le poche centinaia di metri del percorso. Alla fine della corsa verrà poi distribuito il pane e avverranno le premiazioni. Spesso la corsa non vede dei veri vincitori a causa di false partenze o altre imprevedibili circostanze (come quella problematica del 2024), ma il carattere della corsa è votivo e non agonistico. Nel pomeriggio con un’altra processione il Santo tornerà nella parrocchiale dove ci sarà il bacio della reliquia e l’incanto in piazza del pesante Cero e delle torte. In questo periodo i festeggiamenti assumono doppia valenza: oltre quelli religiosi prendono il via per una settimana quelli della Patronale e le manifestazioni ad essa collegata facendo di questa festa una bella e sentita tradizione di gioia e serenità.

### Carnevale
Il Comitato Folkloristico Asiglianese da anni risulta essere una realtà del tessuto sociale del paese e si affianca ad altri gruppi e associazioni sorte nel passato, di durata diversa, ma di matrice analoga, al fine di portare momenti di gioia e di rinnovare usi e costumi vissuti nell'arco della sua storia. Nel 1970, con la nascita della "Famija Asianota", sono comparse in seno al sodalizio due maschere: "Asianot" e "Asianota".

### Cucina
- Gli asianòt, originari di Asigliano, nella bassa Vercellese, sono biscotti di pasta frolla. Seppure la ricetta degli asianòt sia segreta, si è a conoscenza che essi sono fatti a mano ed hanno, quali ingredienti la farina, lo zucchero, le uova ed il burro.
- Riso Maratelli, varietà di riso tra le più antiche e importanti d'Italia, selezionata ad Asigliano Vercellese nel 1914 da Mario Maratelli.

Erano nativi di Asigliano:  Giovanni Innocenti, portiere (stagione 1907-1913) 
della Pro Vercelli e il centrocampista nello stesso club (stagione 1934-54) Lanfranco Alberico.

## Economia
L'attività prevalente è l'agricoltura, con la coltivazione del riso.
Premesso che il Piemonte risulta chiaramente la regione più risicola d’Italia con ben 114.000 ettari dedicati alla coltivazione, dei quali 71.000 ettari appartengono al vercellese che detiene quasi il 70% della produzione e della superficie piemontese a dimostrazione di quanto questo cereale sia prezioso per l'economia locale.

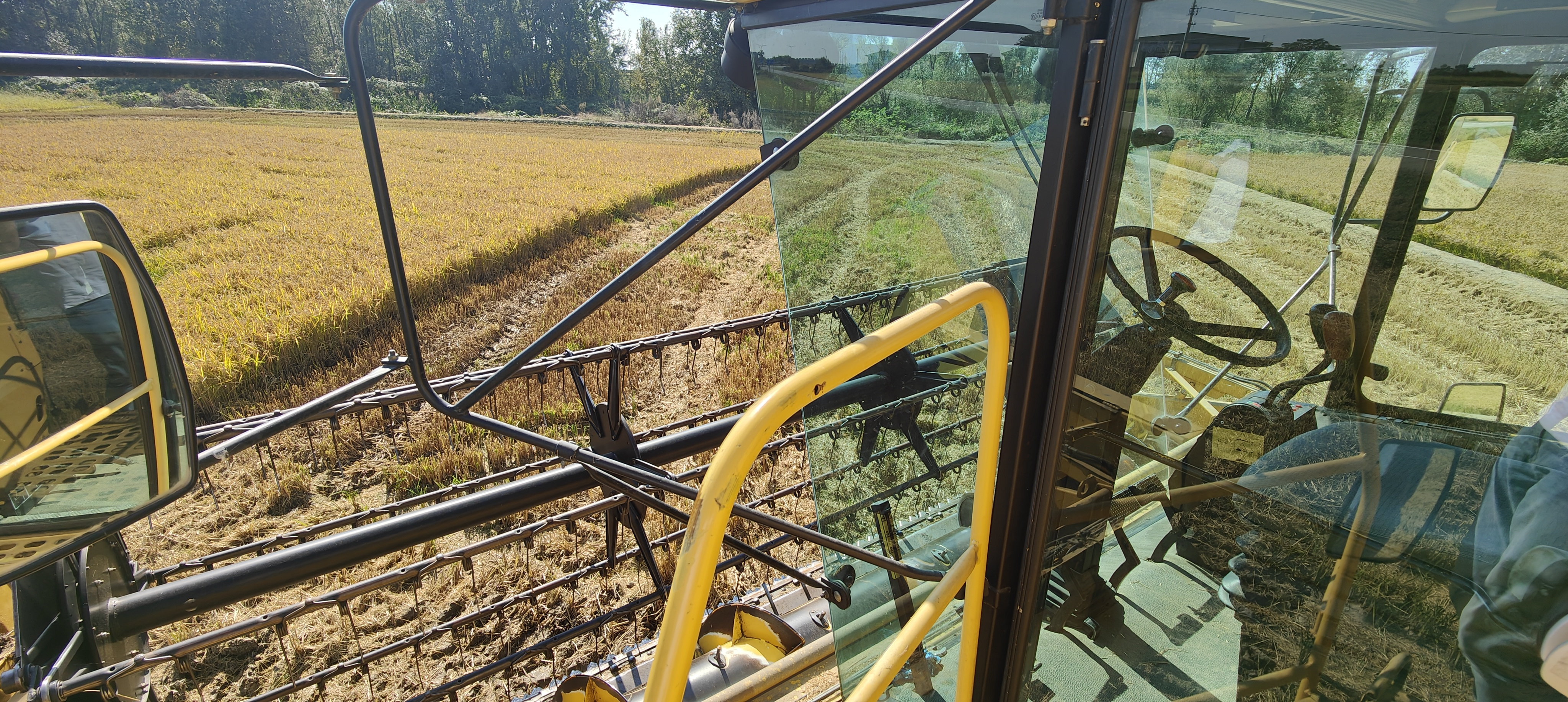
Vista dalla cabina di una mietitrebbiatrice nei campi attorno ad Asigliano nel periodo del raccolto (metà settembre sino ai primi di novembre). La semina, a secondo del tipo di riso, si fa da fine aprile sino a metà maggio

## Infrastrutture e trasporti

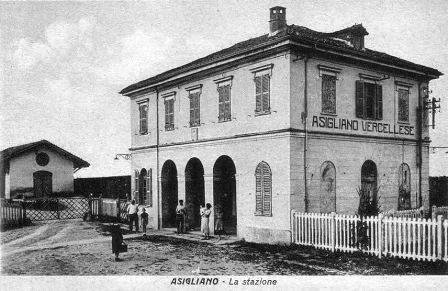
Stazione di Asigliano Vercellese in una cartolina d'epoca

La stazione di Asigliano, attivata nel 1857 lungo l'allora ferrovia Vercelli-Casale-Valenza, venne trasformata in fermata negli anni novanta quando il servizio era ormai da tempo configurato come linea Vercelli-Casale Monferrato, per vedere infine sospeso completamente

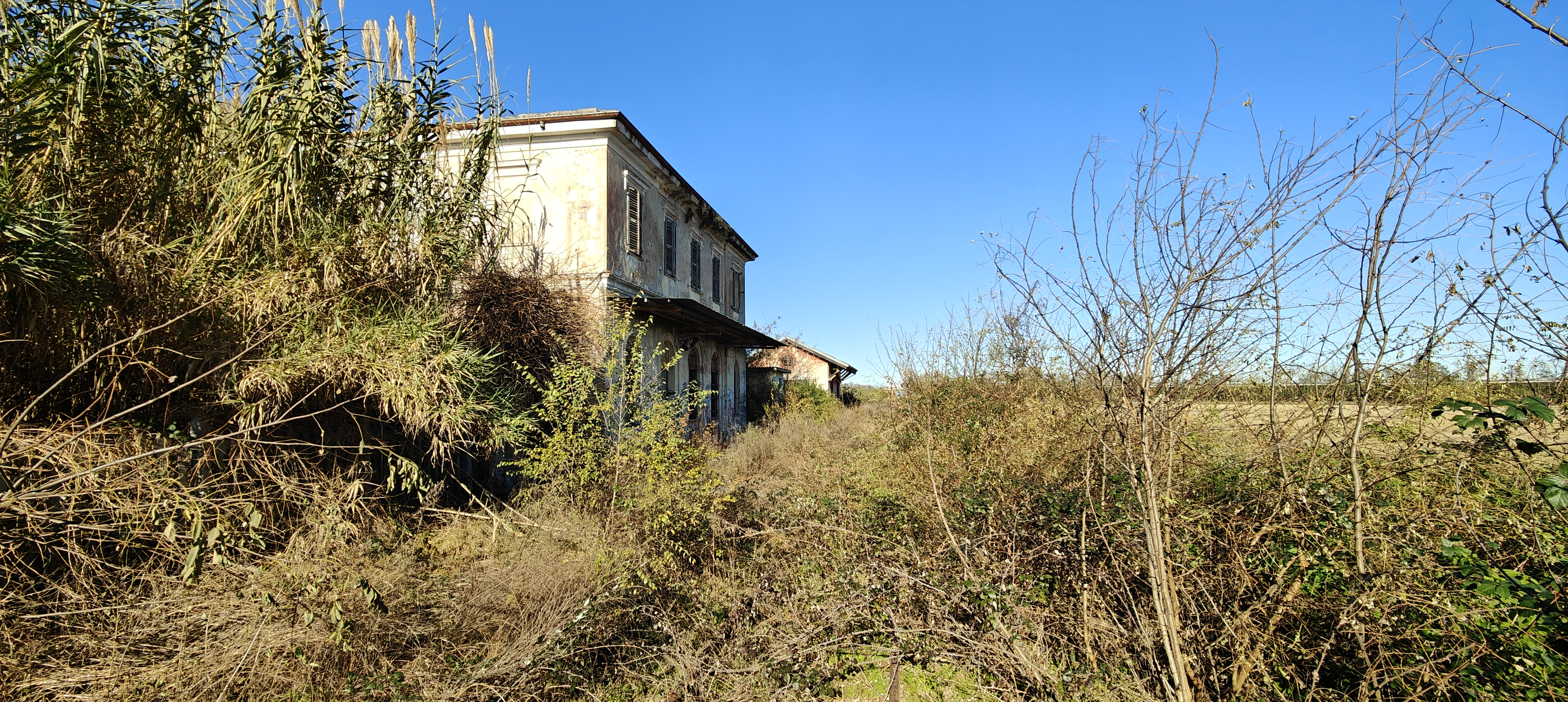
La stazione come appare a novembre 2023, con i binari sepolti lungo tutta la linea dalla vegetazione

il traffico nel giugno 2012.

## Amministrazione
Di seguito è presentata una tabella relativa alle amministrazioni che si sono succedute in questo comune.
| Periodo        | Periodo        | Primo cittadino      | Partito                        | Carica  | Note   |
| -------------- | -------------- | -------------------- | ------------------------------ | ------- | ------ |
| 26 giugno 1985 | 5 giugno 1990  | Giuseppino Ferraris  | Democrazia Cristiana           | Sindaco | [ 17 ] |
| 5 giugno 1990  | 24 aprile 1995 | Eusebio Ferraro      | Democrazia Cristiana           | Sindaco | [ 17 ] |
| 24 aprile 1995 | 14 giugno 1999 | Eusebio Ferraro      | centro-sinistra                | Sindaco | [ 17 ] |
| 14 giugno 1999 | 14 giugno 2004 | Emilio Chiocchetti   | lista civica                   | Sindaco | [ 17 ] |
| 14 giugno 2004 | 8 giugno 2009  | Emilio Chiocchetti   | lista civica                   | Sindaco | [ 17 ] |
| 8 giugno 2009  | 25 maggio 2014 | Carolina Ferraris    | lista civica                   | Sindaco | [ 17 ] |
| 26 maggio 2014 | 18 giugno 2024 | Carolina Ferraris    | lista civica: vivere Asigliano | Sindaco | [ 17 ] |
| 18 giugno 2024 | In carica      | Calogero Bongiovanni | Lista Civica                   | Sindaco |        |

### Gemellaggi
- Asigliano Veneto[18]